# Adriaan Fokker

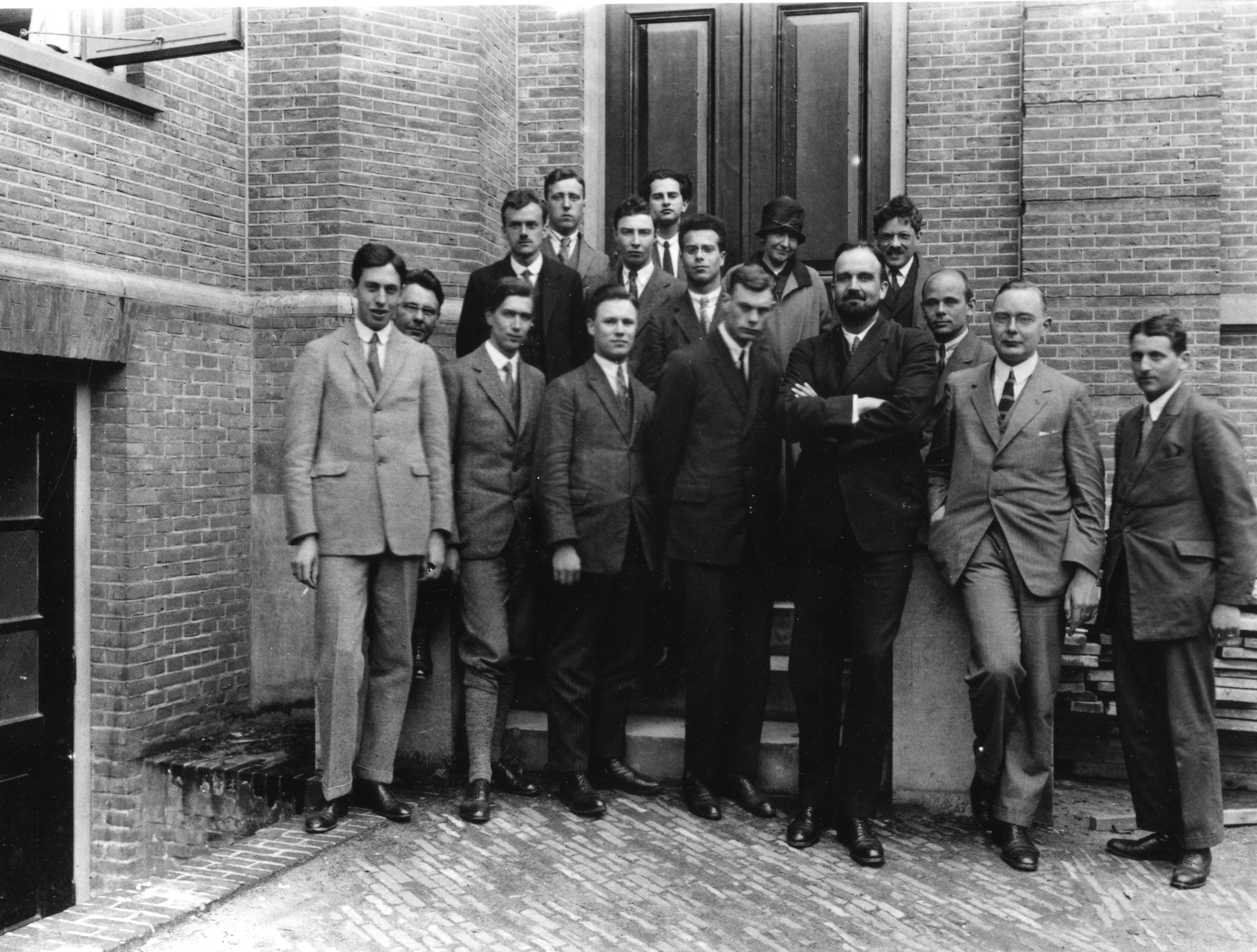
Adriaan Fokker (vijfde van rechts) in 1926

Adriaan Daniël Fokker (Buitenzorg, Nederlands-Indië (nu Bogor, Indonesië), 17 augustus 1887 – Beekbergen, 24 september 1972) was een Nederlands natuurkundige en musicus. Fokker was een neef van de vliegtuigbouwer en ingenieur Anthony Fokker. 

## Natuurkunde
Fokker, lid van de patriciaatsfamilie Fokker, studeerde mijnbouw aan de Polytechnische School te Delft (1904-1905) en natuurkunde aan de Rijksuniversiteit Leiden (1906-1913) bij Hendrik Lorentz, waar hij promoveerde in 1913. In Leiden was hij tevens Commissaris van het Materiaal (1909/10) en Praeses (1910/11) in het bestuur van studentenroeivereniging Njord. Hij zette zijn studie voort bij Albert Einstein, Ernest Rutherford en William Bragg. In zijn proefschrift (1913) leidde hij de Fokker-Planck-vergelijking af, die werd uitgebreid door Max Planck. Na zijn militaire dienst tijdens de Eerste Wereldoorlog keerde hij naar Leiden terug als assistent van Lorentz en Ehrenfest.
In 1928 volgde Fokker Lorentz op als onderzoeksdirecteur van Teylers Museum in Haarlem, en werd hij tevens benoemd tot bijzonder Hoogleraar aan de Leidse universiteit vanwege de Teylers Stichting; zijn oratie hield hij op 26 september 1928 onder de titel Natuurkundige concepties van buitennatuurkundig belang. De functie bij Teylers bekleedde hij tot 1955, zijn bijzonder hoogleraarschap eveneens, met een onderbreking tussen 1942 en 1945.

## Muziek
Fokker begon in de Tweede Wereldoorlog muziektheorie te bestuderen, toen de Universiteit Leiden door de Duitsers gesloten was. Dat deed hij deels als reactie op het lezen van het werk van Christiaan Huygens (onder andere Novus cyclus harmonicus connotheus) over de 31-toonsverdeling van Nicola Vincentino. Na 1942 schreef hij veel stukken in deze stemming, die opmerkelijk zijn vanwege de toepassing van de zevende harmonische. Hij leverde ook bijdragen aan de muziektheorie, zoals de Fokker-periodiciteitsblokken. Als componist schreef hij muziek voor het Euler-orgel, het Fokker-orgel, de archifoon (speciaal soort orgel) en viool(duet). Ter verbreiding van dit toonsysteem werd in 1960 de Stichting Nauwluisterendheid opgericht, in 1966 veranderd in Stichting Huygens-Fokker.

## Publicaties
- Over Brown'sche bewegingen in het stralingsveld, en waarschijnlijkheidsbeschouwingen in de stralingstheorie (proefschrift 1913)
- 'Die mittlere Energie rotierender elektrischer Dipole im Strahlungsfeld' (Annalen der Physik 43 (1914) 810 - 820)
- Met A. Einstein: 'Die Nordströmsche Gravitationstheorie vom Standpunkt des absoluten Differentialkalküls' (Annalen der Physik 44 (1914) 321 - 328)
- De materie als meetkundige grootheid (openbare les, 3 december 1914).
- 'De bijdragen van polariseerings- en magnetiseerings-electronen tot den electrischen stroom' (Verslagen van de Koninklijke Akademie van Wetenschappen 28 (1919) 1040-1063)
- 'Moderne natuurkunde en techniek' (Physica 3 (1923) 33-51)
- Relativiteitstheorie (boek, 1929)
- Met Pieter Zeeman, eds: H.A. Lorentz, Collected Papers, 1935-1939 (negen delen)
- Rekenkundige bespiegeling der muziek, Noorduijn, Gorinchem, 1945, 228 pp.
- Als redacteur: H.A. Kramers, Collected scientific papers (Amsterdam, 1956)
- Tijd en ruimte, traagheid en zwaarte. Chronogeometrische inleiding tot Einstein's theorie (boek, 1960)